# フジバンビ
株式会社フジバンビは、熊本県の菓子メーカー。

## 沿革
- 1948年 - 兵庫県姫路市で冨士製菓有限会社創業。
- 1960年 - 熊本市に冨士製菓有限会社九州工場を設立。
- 1976年 - 株式会社フジバンビ設立。
- 2003年 - 現在地に本社およびセントラル工場、店舗を移転。
- 2023年 - 九州旅客鉄道が全株式を取得し、子会社化[2]。

## 商品
- 黒糖ドーナツ棒
- 蜂蜜ドーナツ棒
- 阿蘇ジャージー牛乳ドーナツ棒

## 店舗
直営店舗
- 四方寄総本店（熊本県熊本市北区）
- 熊本駅店（熊本県熊本市西区）
- 博多駅マイング店（福岡県福岡市博多区）

フランチャイズ店舗
- 沖縄本部町店（沖縄県国頭郡本部町）
- 沖縄勢理客シーサー通り店（沖縄県浦添市）
- 城崎温泉店（兵庫県豊岡市）

## スポンサー活動
- INAC神戸レオネッサ（日本女子サッカーリーグ（なでしこリーグ）） - ユニフォームスポンサー
- ロアッソ熊本（Jリーグ（J2）） - 練習着スポンサー
- 福岡ソフトバンクホークス（プロ野球（パシフィック・リーグ））